# Nordre Aker

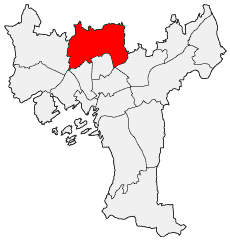
Lage des Stadtteils im Stadtgebiet Oslos

Nordre Aker (dt. Nordaker) ist ein nördlicher Stadtteil der norwegischen Hauptstadt Oslo. Er hat 52.327 Einwohner (2020) und eine Fläche von 13,6 km². Der Stadtteil erstreckt sich entlang des Trondheimsveien im Osten bis zum Sognvannsbekken im Westen. Innerhalb Nordre Aker gibt es die Stadtteilgebiete Berg, Brekke, Blindern, Disen, Gaustad, Gaustadbekkdalen, Grefsen, Kjelsås, Korsvoll, Kringsjå, Lofthus, Nordberg, Nydalen, Sogn, Storo, Tåsen und Ullevål Gartenstadt.
Bis 1948 gehörte Nordre Aker zur selbständigen Gemeinde Aker, die dann zu Oslo eingemeindet wurde.